# 日立市立金沢小学校
日立市立金沢小学校（ひたちしりつかねさわしょうがっこう）は、茨城県日立市金沢町5丁目にある公立小学校。

## 概要
金沢小学校は、通学の際の児童の安全確保と、大沼小学校の過大化解消を図るために、大久保小学校及び大沼小学校から分離して開校した。

## 沿革

### 年表
- 1971年4月1日 - 日立市立金沢小学校が開校[5]。
- 1972年2月26日 - 校歌・校章・校訓披露式が開催される。以後、創立記念日となる[6]。
- 1980年10月9日 - 金沢小音頭が作詞作曲される[6]。
- 1982年11月18日 - PTA文部大臣表彰を受賞[6]。
- 1984年11月18日 - 第8回日本標準教育賞を受賞[6]。
- 1985年11月 - 第9回日本標準教育賞を受賞[6]。
- 1997年3月11日 - 財団法人幡谷賞（理科教育助成事業）を受賞[6]。
- 2010年度 - 「平成22年度 子供の読書活動優秀実践校」として表彰される[7]。
- 2015年度 - 小学校教科担任制モデル校（理科）に指定[8]。
- 2016年度 - 授業力ブラッシュアップ研修協力校（算数）に指定[9]。
- 2022年4月1日 - 放課後子ども教室を開設[10]。
- 2023年度 - 授業力パワーアップ訪問校に指定[11]。
- 2023年6月9日 - 本校勤務の教諭が酒気帯び運転で検挙され、その後懲戒処分、校長は減給1月となった[12]。
- 2024年度 - いばらきオンラインスタディplus（国語）受信校に指定[13]。
- 2024年4月23日 - 「令和6年度 子供の読書活動優秀実践校」文部科学大臣表彰を受賞[14][15]。

## 通学区域
（出典：）
- 日立市金沢町
  - 旧地番金沢川以南
  - 3丁目16から20番
  - 4丁目
  - 5丁目
  - 6丁目
  - 7丁目
- 日立市大沼町
  - 旧地番
  - 2丁目
  - 3丁目1から31番、32番20から25号
  - 4丁目
- 日立市台原町
- 日立市みかの原町1丁目8から18番（18番1から18号除く）、19番（1号除く）、20から25番
- 日立市森山町旧地番

## 進学先中学校
- 日立市立台原中学校

## 学区内の主な施設
- 金沢交流センター